# 天主教阿爾巴教區
天主教阿爾巴教區（拉丁語：Dioecesis Albae Pompeiensis）是天主教會在義大利的一個教區。屬都靈總教區。
傳統上教區第一位主教是米蘭的丟尼修，而第一位有文獻記錄的主教朗巴底奧出現於499年在羅馬舉行的宗教會議。10世紀末曾短暫與阿斯蒂教區合併。1803年教區曾被拿破崙撤銷，並併入阿斯蒂教區，1817年7月17日恢復，並從米蘭轉屬都靈管轄。
教區位於庫內奧省東北部，2012年有教友125,700人，佔轄區總人口96.1%。教區下轄126個堂區，有143名司鐸。現任教區主教為雅各伯·蘭澤蒂。